# 277 f.Kr.
| 277 f.Kr.          |
| ------------------ |
| Dødsfald - Fødsler |
|                    |